# William E. Paterson
William E. Paterson OBE (* 26. September 1941) ist ein britischer Politikwissenschaftler und Hochschullehrer.

## Leben und Wirken
Der aus Schottland stammende William E. Paterson studierte Politikwissenschaft und Geschichte an der London School of Economics and Political Science. Dort erwarb er 1965 den Magistergrad und promovierte 1973 zum Ph.D. mit einer Dissertation über die SPD und ihre Einstellung zur europäischen Integration. Von 1967 bis 1970 unterrichtete er Internationale Beziehungen an der University of Aberdeen. Seit 1970 lehrte er dann an der University of Warwick, zunächst als Dozent, später als Professor. Neben dem Fach Politikwissenschaft (mit Schwerpunkt Internationale Beziehungen) unterrichtete er dort auch über deutsche Politik. Von 1990 bis 1994 hatte er eine Professur an der University of Edinburgh inne. Dort leitete er das „Europe Institute“. Von 1994 bis zum Eintritt in den Ruhestand 2008 oblag ihm die Professur für deutsche und europäische Politik an der University of Birmingham; als Direktor leitete er das dortige „Institute for German Studies“. Seit seinem Eintritt in den Ruhestand lehrt Paterson als Honorarprofessor an der Aston University in Birmingham.
Für seine zahlreichen Veröffentlichungen und wissenschaftlichen Verdienste wurde er mehrfach geehrt. Im Jahre 1998 erhielt er nicht nur das Bundesverdienstkreuz, sondern wurde auch zum Officer of the Order of the British Empire ernannt. Seit 1994 ist Paterson Mitglied der Royal Society of Edinburgh und seit 2000 Mitglied der Academy of Social Sciences.
In seinen zahlreichen Veröffentlichungen beschäftigt sich Paterson auf vielfältige Weise mit dem politischen System der Bundesrepublik Deutschland, der europäischen Sozialdemokratie und der Europäischen Union.

## Veröffentlichungen (Auswahl)
- The SPD and European integration. Saxon House, Farnborough 1974, ISBN 0-347-01040-7 (= Dissertation London School of Economics and Political Sciences).
- (mit Ian Campbell): Social democracy in post-war Europe. Macmillan, London 1974, ISBN 0-333-13440-0.
- (mit Martin Kolinsky): Social and political movements in Western Europe. Croom Helm, London 1976, ISBN 0-85664-350-5
- (Hrsg.): Social democratic parties in Western Europe. Croom Helm, London 1977, ISBN 0-85664-366-1 (dt. Übersetzung u.d.T.: Sozialdemokratische Parteien in Europa. Verlag Neue Gesellschaft, Bonn 1979, ISBN 3-87831-283-0).
- (Hrsg.): The West German model. Perspectives on a stable state. Cass, London 1981, ISBN 0-7146-4034-4.
- (Hrsg., mit Alastair H. Thomas): The future of social democracy. Problems and prospects of social democratic parties in Western Europe. Clarendon Press, Oxford 1986, ISBN 0-19-876169-4.
- (mit Simon Bulmer): The Federal Republic of Germany and the European Community. Allen & Unwin, London 1987, ISBN 0-04-382046-8.
- (mit Wyn Grant u. Colin Whitston): Government and the chemical industry. A comparative study of Britain and West Germany (= Government industry relations, Bd. 2). Clarendon Press, Oxford 1988, ISBN 0-19-827567-6.
- (mit David Southern): Governing Germany. Blackwell, Oxford 1991, ISBN 0-631-17101-0.
- (mit Stephen Padgett): A history of social democracy in postwar Europe. Longman, London 1991, ISBN 0-582-49173-8.
- (mit Simon Bulmer u. Charlie Jeffery): Germany's European diplomacy. Shaping the regional milieu. Manchester University Press, Manchester 2000, ISBN 0-7190-5855-4.
- (Hrsg., mit Simon Green): Governance in contemporary Germany. The semisovereign state revisited. Cambridge University Press, Cambridge 2005, ISBN 0-521-84881-4.
- (Mithrsg.): Research agendas in EU studies. Stalking the elephant. Palgrave Macmillan, London 2010, ISBN 0-230-55524-1.
- (Mithrsg.): The European Union in crisis. Palgrave Macmillan, London 2017, ISBN 1-137-60425-5.
- (mit Simon Bulmer): Germany and the European Union. Europe's reluctant Hegemon? Macmillan, London 2019, ISBN 0-333-64543-X.
- (mit Mark Rhinard u. Neill Nugent): Crises and challenges for the European Union. Bloomsbury Academic, London 2023, ISBN 978-1-350-34290-3.

Außerdem zahlreiche Aufsätze in Zeitschriften und Sammelbänden, auch in deutscher Sprache.